# 이반 사모라노
이반 루이스 사모라노 사모라(Iván Luis Zamorano Zamora, 1967년 1월 18일 ~ )는 칠레의 전 축구 선수이다. 그는 엘리아스 피게로아, 마르셀로 살라스와 함께 칠레를 대표하는 축구 선수로 알려져 있다.
그는 칠레 축구 국가대표팀으로 1998년 FIFA 월드컵에 참가하였다. 그리고 스페인의 세비야 FC, 레알 마드리드 CF와 이탈리아의 FC 인테르나치오날레 밀라노에서도 활약을 하였다. 그는 레알 마드리드가 1994-95 프리메라리가를 우승할 때 프리메라리가 득점왕인 피치치를 수상하였으며, 인테르나치오날레에서도 UEFA 컵을 들어올리기도 했다. 2004년에는 펠레에 의해 선정된 살아있는 축구 선수 FIFA 100 명단에 오르기도 했다.

## 클럽 기록
사모라노는 트라산디노에서 축구를 시작하여 1985년 칠레의 CD 코브레살으로 이동하게 된다. 그리고 1988년에는 유럽으로 이동하여 스위스 슈퍼리그 프로팀인 FC 장크트갈렌으로 이적하여 56경기에 출장하여 34골을 넣었다. 스페인 프리메라리가로 무대를 옮긴 그는 1991년에 세비야 FC 1군 경기에 출장하여 59경기 21골을 넣었다.
5백만 달러에 레알 마드리드 CF로 이적한 그는 4시즌 동안 프리메라리가 우승 1회, 코파 델 레이 우승 1회, 수페르코파 데 에스파냐 우승 1회를 하였다. 1995년 당시 감독이었던 호르헤 발다노의 지휘 아래 사모라노는 27골을 넣어 팀의 프리메라리가 우승을 도왔으며(이 중에는 FC 바르셀로나를 상대로 넣은 4골도 있다.) 사모라노 본인은 프리메라리가 득점왕인 피치치를 수상하였다. 이 시즌엔 특히 플레이메이커였던 미카엘 라우드루프과의 호흡이 뛰어났으며, 1992~93, 1994~95 시즌엔 스페인의 EFE 통신사에서 이베리아 반도 및 라틴아메리카 출신 축구선수들 중 가장 우수한 성적을 거둔 이에게 주어지는 EFE상을 수상하기도 했다. 레알 마드리드에서 137경기에 출전, 77골을 넣었다.
스페인에서 5시즌을 보낸 후, 사모라노는 이탈리아 세리에 A의 인테르나치오날레에서 1996년부터 2000년까지 통합 4시즌 동안 뛰었다. 그 당시 같이 뛰었던 선수들로는 유리 조르카에프, 디에고 시메오네, 하비에르 사네티, 호나우두가 있었다. 그는 처음에는 팀내 첫 번째 스트라이커라는 뜻으로 등번호 9번을 배정받았으나, 호나우두가 팀에 합류하면서 마지못해 9번을 호나우두에게 넘겨주고 자신은 18번을 달게 되었다. 그러나 그는 등번호 18번의 가운데에 +를 넣어 '1+8'로 입는 재치를 보여주면서 그는 여전히 9번이라는 것을 보여주었다. 1998년에 인테르나치오날레는 UEFA컵 결승전 SS 라치오전에서 선취골을 넣어 팀의 우승을 이끌었다. 그는 1997년 FC 샬케 04와의 UEFA컵 결승 2차전에서도 골을 넣어 승부차기까지 이끌었으나, 승부차기에선 첫 번째 키커로 나서 실축을 하여 팀이 패배하는 것을 지켜볼 수밖에 없었다.
2001년에 멕시코의 클루브 아메리카로 이적한 사모라노는 두 시즌 동안 뛴 후, 2003년 고국으로 돌아와 콜로-콜로에서 은퇴하였다.

## 국가대표팀 기록
사모라노는 칠레 국가대표팀에서 69경기에 출전하여 34골을 넣었다. 그는 1987년 6월 19일에 페루와의 친선경기에서 20살의 나이로 국가대표팀에 데뷔하여 칠레가 3-1로 이기게 했다.
1997년 4월 29일에는 베네수엘라를 상대로 한 1998년 FIFA 월드컵 예선 경기에서 5골을 넣어 팀의 6-0 승리를 이끌었으며, 1998년 FIFA 월드컵에서도 칠레의 4경기에 전부 나왔으며, 오스트리아를 상대로 한 경기에서 마르셀로 살라스의 골을 어시스트했다.
2000년 하계 올림픽에서는 미국과의 경기에서 골을 넣으며 2-0으로 이기게 하는 등 칠레가 동메달을 따는데 기여했으며, 6골을 넣어 득점왕에도 올랐다.
그는 34세의 나이로 2001년 9월 1일, 프랑스와의 친선경기에서 팀의 2-1 승리를 도우며 국가대표팀 유니폼을 벗었다. 그는 칠레 국가대표팀으로 69경기에 출전해 34골을 기록했다.

## 수상

### 클럽
- 칠레 트라산디노
  - 세군다 디비젼(칠레): 1985
- 칠레 코브레살
  - 코파 칠레: 1987
- 스페인 레알 마드리드 CF
  - 코파 델 레이: 1993
  - 수페르코파 데 에스파냐: 1993
  - 프리메라리가: 1995
- 이탈리아 인테르나치오날레
  - UEFA 컵: 1998
- 멕시코 클루브 아메리카
  - 프리메라 디비젼 데 멕시코: 2002

- 칠레
  - 올림픽 축구: 동메달(2000년 시드니 올림픽)

### 개인
- EFE 상: 1993, 1995
- 피치치: 1995